# Röjebergets naturreservat
Röjeberget är ett naturreservat i Jönköpings kommun i Småland.
Området är skyddat sedan 2011 och är 60 hektar stort. Det ligger 5 km nordväst om Skärstads kyrka nära sjön Vättern och är en del av Östra Vätterbranterna.

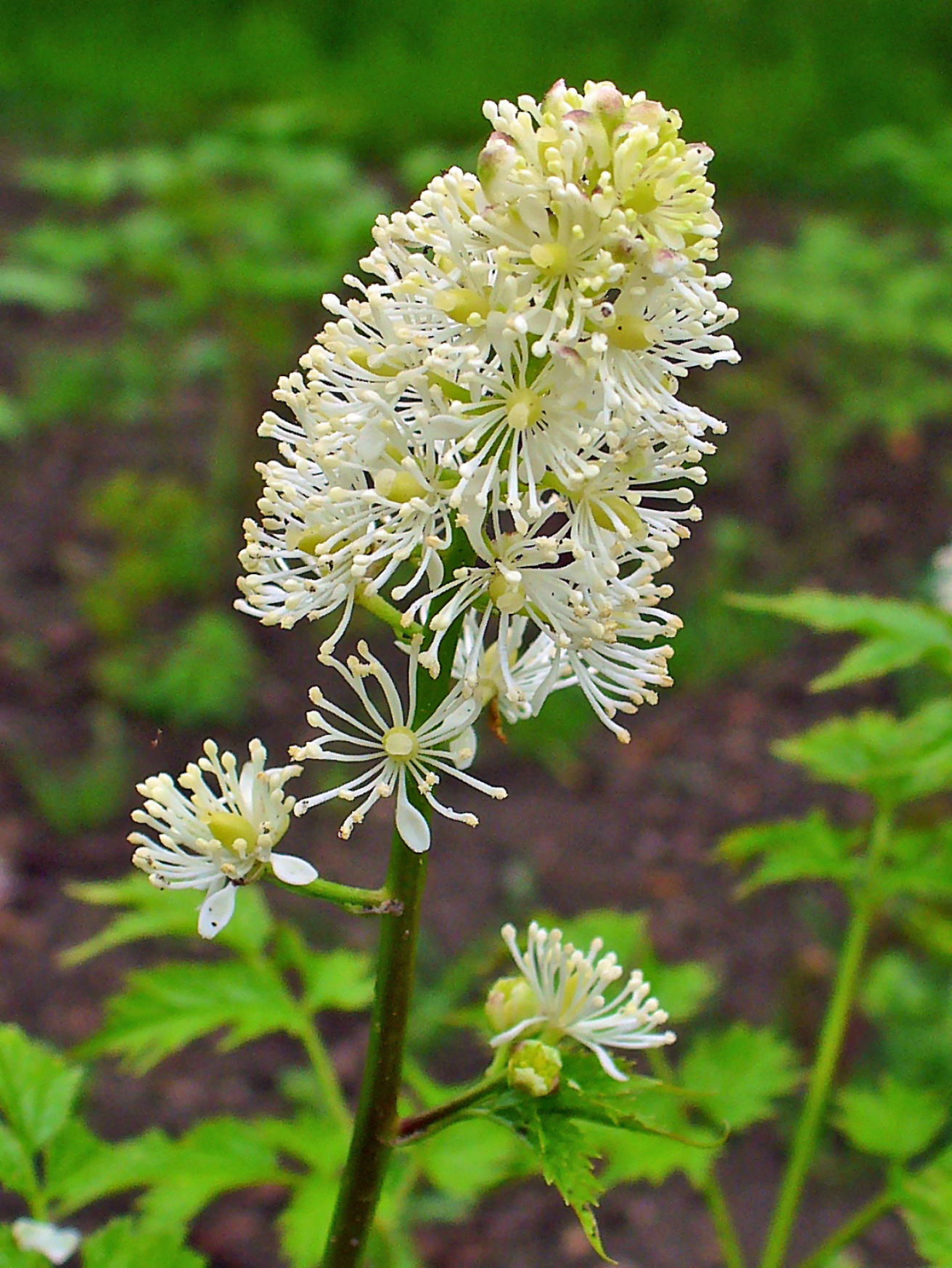
Trolldruva

Röjebergets naturreservat är till största delen skogklätt och sträcker sig utmed förkastningsbranten ner mot Vättern. Uppe på berget dominerar tall- och barrblandskog. I själva branten och nedanför finns ädellöv- och blandlövskogar med alm, ask, ek, oxel, lönn och björk. Många av träden är gamla och det finns gott om död ved. Flera bäckar rinner ned mot Vättern och bildar fuktiga raviner med höga naturvärden. I dessa variationsrika miljöer finns gott om sällsynta och hotade mossor, lavar, svampar, insekter och andra småkryp. I fuktiga och ädellövskogsrika delar växer arter som skogsbingel, tandrot, desmeknopp, blåsippa, gulsippa, vätteros, ramslök och trolldruva. På marken växer det bland annat kranshakmossa och tujamossa. Några signalarter av mossor som noterats är platt fjädermossa, grov fjädermossa, västlig husmossa och olika baronmossor. Flera rödlistade lavar växer på de ekarna, till exempel blyertslav, gul dropplav och rosa skärelav.